# 吉田東町
吉田東町（よしだあずまちょう）は、新潟県燕市にある地名である。郵便番号は、959-0265である。

## 概要
吉田町であった時代、東町（あずまちょう）であったが、2006年（平成18年）3月20日、燕市、西蒲原郡吉田町、分水町が合併して燕市が誕生した ことにより、吉田東町に変更された。本地区には、新潟県立吉田高等学校、燕市立吉田神田保育園(現在は中央保育園と神田保育園が合併し、吉田保育園となった。)がある。隣接町は、吉田神田町、吉田大保町、吉田本所、富永などがある。

## 世帯数と人口
2018年（平成30年）2月28日現在の世帯数と人口は以下の通りである。
| 町丁     | 世帯数  | 人口    |
| -------- | ------- | ------- |
| 吉田東町 | 588世帯 | 1,601人 |

## 小・中学校の学区
市立小・中学校に通う場合、学区は以下の通りとなる。
| 番地 | 小学校           | 中学校           |
| ---- | ---------------- | ---------------- |
| 全域 | 燕市立吉田小学校 | 燕市立吉田中学校 |

## 交通

### 鉄道
同地区の東境にJR越後線が通っている。JR東日本吉田駅、北吉田駅に近い。JR東日本吉田駅はJR弥彦線の乗り換え駅ともなっている。